# Emil Löwenthal
Emil Löwenthal (geboren 1835 in Jarotschin bei Posen; gestorben 31. Juli 1896 in Bad Ems) war ein deutscher Porträt-, Genre- und Historienmaler.
Löwenthal stammt aus einer deutsch-jüdischen Familie; er lebte zunächst in Berlin, wo er 1860 bis 1884 ausstellte; Theodor Fontane erwähnt ihn in seinen Tagebüchern. 1860 war er Preisträger der Michael Beer’schen Stiftung. Als Historienmaler hat Emil Löwenthal u. a. den Besuch Papst Pauls III. bei Benvenuto Cellini im Gefängnis gemalt. In dieser Zeit war er in der Phase der Antisemitenpetition und des Bilder- und Kulturkampfs auch Ziel antisemitischer Anfeindungen. Diese kamen auch von Seiten des Kunstkritikers und Humoristen Gustav Heil, der in seiner Rezension der Berliner Akademischen Ausstellung von 1876 in seiner Besprechung des Papst-Paul-Cellini-Gemäldes von Emil Löwenthal sich spöttisch auf das Unfehlbarkeitsdogma bezog: 
„Löwenthal ist auch so Einer, der die Gelegenheit bei der Stirnlocke herbeizieht, um einen Papst in den Kerker, und wenn es auch der eines Andern ist, zu werfen: Papst Paul III. besucht Benvenuto Cellini im Gefängniß.“
In späteren Jahren lebte Löwenthal in Rom, wo er auch unterrichtete und im Deutschen Künstlerverein aktiv war. Nach seinem Tode Ende Juli 1896 im Kurort Bad Ems plante Prinz Georg von Preußen dem befreundeten Löwenthal ein Denkmal zu errichten, das auf dem israelitischen Friedhof in Ems errichtet werden sollte.